# U.S. National Championships 1921
Gli U.S. National Championships 1921 (conosciuti oggi come US Open) sono stati la 41ª edizione degli U.S. National Championships e quarta prova stagionale dello Slam per il 1921. Il torneo di singolare maschile si è disputato al Germantown Cricket Club di Filadelfia, il doppio maschile al Longwood Cricket Club di Chestnut Hill, i tornei femminili e il doppio misto al West Side Tennis Club nel quartiere di Forest Hills di New York, negli Stati Uniti.
Il singolare maschile è stato vinto dallo statunitense Bill Tilden, che si è imposto sul connazionale Wallace Ford Johnson in tre set col punteggio di 6–1, 6–3, 6–1. Il singolare femminile è stato vinto dalla statunitense Molla Bjurstedt Mallory, che ha battuto in finale in 3 set la connazionale Mary Browne. Nel doppio maschile si sono imposti Bill Tilden e Vincent Richards. Nel doppio femminile hanno trionfato Mary Browne e Louise Riddell Williams. Nel doppio misto la vittoria è andata a Mary Browne, in coppia con Bill Johnston.

## Seniors

### Singolare maschile
Bill Tilden ha battuto in finale  Wallace Ford Johnson con il punteggio di 6–1, 6–3, 6–1.

### Singolare femminile
Molla Bjurstedt Mallory ha battuto in finale  Mary Browne con il punteggio di 4–6, 6–4, 6–2.

### Doppio maschile
Bill Tilden /  Vincent Richards hanno battuto in finale  Richard Norris Williams /  Watson Washburn con il punteggio di 13–11, 12–10, 6–1.

### Doppio femminile
Mary Browne /  Louise Riddell Williams hanno battuto in finale  Helen Gilleaudeau /  Aletta Bailey Morris con il punteggio di 6–3, 6–2.

### Doppio misto
Mary Browne /  Bill Johnston hanno battuto in finale  Molla Bjurstedt Mallory /  Bill Tilden con il punteggio di 3–6, 6–4, 6–3.